# プロトン (自動車)
プロトン・ホールディングス（Proton Holdings Berhad）は、マレーシアの自動車メーカーである。本社はスランゴール州シャー・アラム。名称はマレー語のPerusahaan Otomobil Nasional（国民自動車会社）の略。
2017年以降は、中華人民共和国の吉利汽車が株式の49.9%を保有して資本参加している。

## 概要
1980年代に当時の首相マハティールの国産車構想の元、1983年に政府のバックアップによって設立された。
当初は三菱自動車工業と資本／技術面で緊密に提携していたが、業績の向上に伴いシトロエン・AXなど三菱車以外をベースにした車種の生産も開始、次第に独自色を強めた。そして1990年代後期にイギリスのロータス・グループ・インターナショナル社を傘下に収めて商品開発力を強化、現在の生産車種の大半は自主開発車となっている。
また1980年代後半から輸出拡大に力を入れ、特に旧宗主国であるイギリス・隣国シンガポールでは早くから低価格を武器に成功を収めた。現在では北米等を除く世界の大半の国と地域で販売されている。1990年代から2000年代前半はマレーシア経済の急成長もあって繁栄を謳歌し、ロータス・MVアグスタという英伊の名門スポーツカー・モーターサイクル企業を買収、英国サッカークラブのメインスポンサーになるほどであった。
しかしその後、マレーシア国内においてプロトン車のシェアは低下を続けた。2002年にはマレーシアの乗用車市場の60%を押さえていたが、2005年には30%に半減、さらにAFTAにより輸入車の関税は今後5%に引き下げられることが決まっており、更なる窮地に立たされる可能性が危惧されている。この不振はダイハツと提携し軽自動車ベースの大衆車を生産するプロドゥアの躍進、「Gen-2」などの自主開発車の不評が原因となっている。この苦境から脱するためフォルクスワーゲンなどとの提携話も進行していたが、結局決裂している。
2007年と2008年に相次いで投入した「ペルソナ」と2代目「サガ」の販売は好調で、プロトンの業績は持ち直している。2009年には「イグゾラ」を投入し、MPV需要の取り込みを図る。
2010年3月、ロータス・エンジニアリング及びイタルデザイン・ジウジアーロと共同開発した小型プラグインハイブリッドカー「エマス」 (EMAS) コンセプトをジュネーヴモーターショーで公開した。発表にはプロトンのアドバイザーを務めるマハティール元首相も立ち会った。
2012年1月16日、筆頭株主であった政府系投資会社カザナ・ナショナルが、保有するプロトン株42.7%をDRB-ハイコムに売却すると発表した。新たな筆頭株主となるDRB-ハイコムは輸出市場に注力する方針を表明している。
2017年5月には中華人民共和国の吉利汽車が株の49.9%を保有してDRB-ハイコムに次ぐ株主となってロータス・カーズの株式も51%を取得した。

## 日本におけるプロトン
パーツ販売やモータースポーツ活動を行っているキャロッセはモータースポーツのベース車両としてサトリアネオに注目し、日本への輸入を計画。2011年の東京オートサロンにサトリアネオのR3コンセプトとラリーコンセプトを参考出品し、同年夏頃から日本での販売を開始した。ただし、モータースポーツのベース車両ということもあり、日本仕様のトランスミッションはMTのみで、ABSは未装備である。
翌2012年の東京オートサロンではサトリアネオの他に、サトリアネオをベースに製作した「アルティガ」コンセプトと「サガ」R3コンセプトを参考出品した。

## モータースポーツ
マレーシアではモータースポーツのベース車両としてアイリスR3MTCとサガR3MTCが発売されている。アイリスR3MTCはマレーシアチャンピオンシップとセパン1000kmで優勝している。

## 沿革
- 1983年5月7日 - HICOM（後のDRB-ハイコム）が70%、三菱自動車工業が15%、三菱商事が15%を出資してプロトン社設立。
- 1985年7月9日 - 第一号車である「サガ」の生産が始まる。三菱・ランサーフィオーレ(二代目)ベース。
- 1992年 - 「サガ」の改良型「サガイスワラ」発表。
- 1993年 - 新型ランサー(四代目)ベースの小型セダン「ウィラ」を発表。「サガイスワラ」も廉価版として並行生産。
- 1994年 - 小型ハッチバック「サトリア」を発表。5月、三菱自動車などとともに合弁会社ビナスター・モーターズ（Vinastar Motors ）をベトナムに設立する。
- 1995年 - 中型セダン「ペルダナ」を発表、三菱・エテルナベースの高級車。
- 1996年 - 小型クーペ「プトラ」発表。またシトロエンと提携してシトロエン・AXベースの「ティアラ」を発表し、スモールカー市場に参入する。英ロータスをブガッティから買収。三菱自動車からの独立色を出し始める。
- 1997年3月 - 当時のヤハヤ会長がヘリコプター事故で急逝。
- 1998年 - 「ペルダナ V6」および「サトリアGTi」発売。
- 2000年3月 - DRB-ハイコムの保有するプロトン株式（27.2%）がペトロナスに売却される。タウンボックスワイドベースのミニバス（ミニバン）・「ジュアラ」を発表。販売不振のティアラが生産中止となる。
- 2001年 - 初の自社開発車である「ワジャ」を発表。ただしエンジンは三菱製1600ccで、プラットフォームは三菱・カリスマのものを使用。
- 2002年 - ペトロナスが保有するプロトン株式の一部（15.4%）を政府系投資会社カザナ・ナショナルに放出。ワジャの1800cc版（ルノー製エンジンを搭載）とSUT（スポーツ・ユーティリティー・トラック）の「アリーナ」を発売。
- 2003年 - 傘下のロータスとともにイングランドのサッカークラブ、ノーウィッチ・シティのスポンサーとなる。
- 2004年
  - 2月 - ロータスとの共同開発による「CamPro」エンジンを搭載した初の全面自社開発車である「Gen-2」を発表。
  - 3月9日 - 三菱自動車が保有していたプロトン株式（7.93%）の全株を売却し、資本提携を解消する。
  - 4月8日 - 組織再編によりプロトン・ホールディングスが発足。マハティール前首相が特別顧問に迎えられる。
  - 10月 - ASEAN に生産拠点を持っておらず、アジア圏での市場シェア下落に歯止めがかからないため、ASEAN地域で手っ取り早く生産拠点の確保をしたがっていたフォルクスワーゲンとの提携交渉を開始する。しかしながら、フォルクスワーゲン側が製品技術・生産技術のみならず、生産計画や経営全般に至るまで多岐にわたっての主導権を主張したことから交渉が難航、長期化。
  - 12月 - イタリアのオートバイメーカー、MVアグスタを7000万ユーロで買収した。
- 2005年
  - 1月 - 三菱商事の保有するプロトン株式全株（7.93%）がカザナ・ナショナルに売却される。
  - 6月 - 「サヴィ」を発表。再びスモールカー市場に参入する。発売当初から不振だったミニバン・ジュアラは生産中止された。
  - 9月 - マハリールCEOが同月末で退任、事実上の解任と見られ、しばらく経営トップの座が空席となる。
  - 11月29日 - ザイナル・アビディンが2006年1月1日付で社長に就任すると発表される。高級セダン「チャンセラー」発表。
  - 12月27日 - MVアグスタの全保有株（57.75%）をイタリアの投資会社GEVIにわずか1ユーロで売却することを発表。
- 2006年
  - 2月3日 - 三菱自動車との技術提携の基本合意書に調印。
  - 6月16日 - サトリアをモデルチェンジし、「サトリア・ネオ」として発表。
- 2007年5月 - フォルクスワーゲンとの2年間に渡る提携交渉がついに決裂。交渉に時間をかけすぎている間に、プロトン、フォルクスワーゲン双方の幹部が交代。経営不振が進行したプロトン側の新幹部が譲歩姿勢を示し前向きに検討しはじめた頃には、フォルクスワーゲン側は方針転換し、経営不振が止まらないプロトンに興味を失ったことが背景とみられる。
  - 7月 - 中国・青年汽車と提携。「青年蓮花」(Youngman Lotus) ブランドでGen-2のOEM供給を行うことが決まった。
  - 8月15日 - Gen-2派生のセダン「ペルソナ」を発表。
  - 11月20日 - フォルクスワーゲンに続き、ゼネラルモーターズとの提携交渉打ち切りが政府系投資会社カザナ・ナショナルによって発表される。
- 2008年
  - 1月9日 - 中国でGen-2が「青年蓮花・RCR競速」 ( Europestar RCR ) として正式に販売が開始される。
  - 1月18日 - 2代目「サガ」発表。
  - 12月5日 - 三菱自動車との間で新車の開発・生産に関する契約が締結される[7]。
- 2009年
  - 4月15日 - 初の自社開発MPV、「イグゾラ」発表。
- 2010年
  - 11月10日 - 三菱・ランサー（ギャランフォルティス）がベースの新型セダン「インスピラ」を発表。
- 2013年
  - 8月24日 - Gen-2の後継車種となる新型ハッチバック「サプリマS」を発表。
- 2014年
  - 9月4日 - サヴィの後継車種となる新型コンパクトカー「アイリス」を発表。
- 2016年
  - 3月 - 三菱自動車との提携・協業を解消。
  - 11月24日 - スズキ・エルティガのライセンス生産を開始。「プロトン・エルティガ」の名称で販売。

## 画像

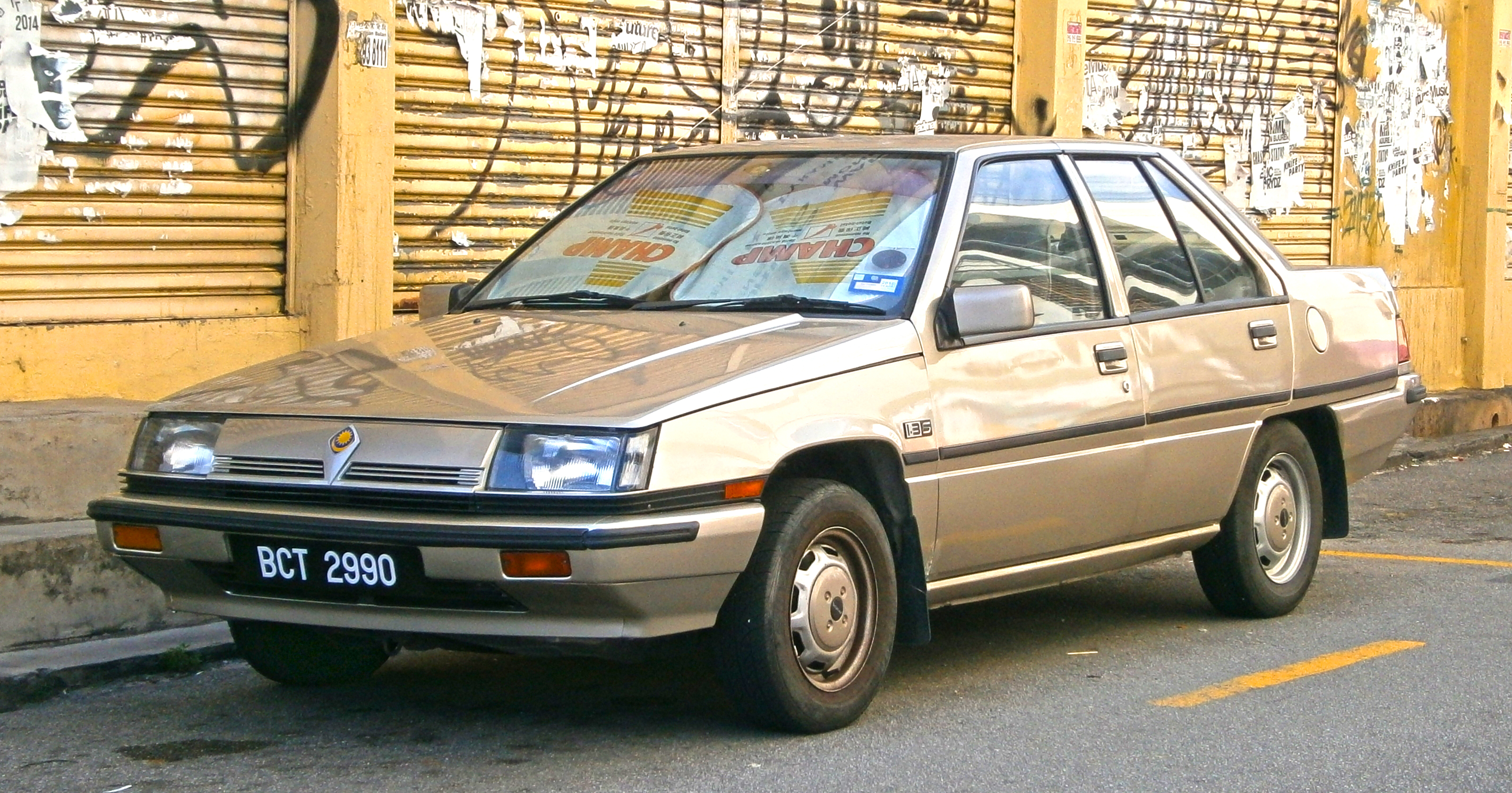
サガ

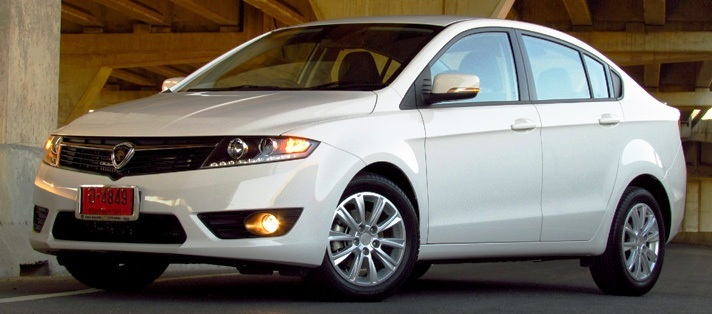
プレヴェ

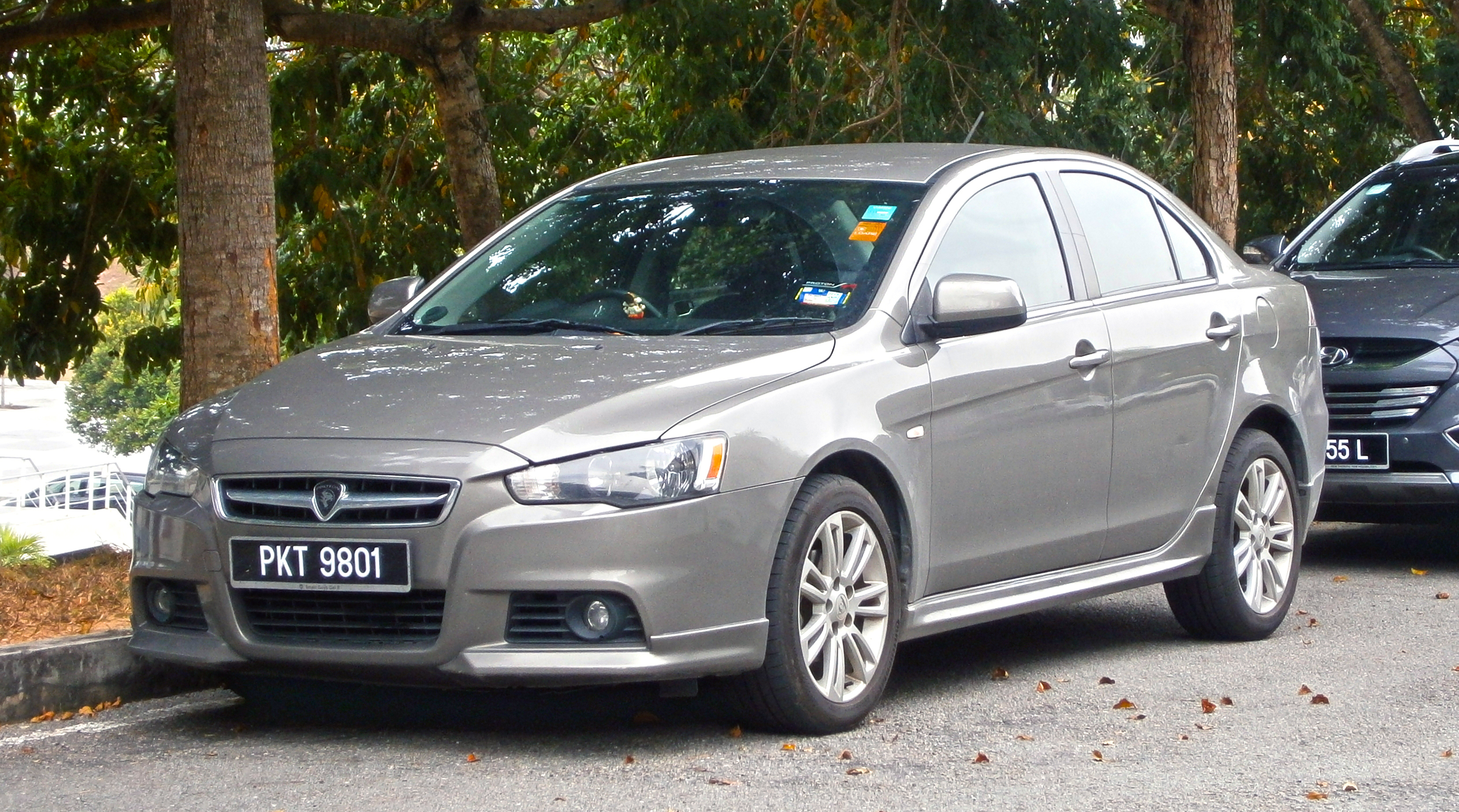
インスピラ

## 現行車種
- アイリス
- サガ
- ペルソナ
- X70
- X50
- X90
- S70

## 旧来車種
- アリーナ
- インスピラ
- ウィラ
- サヴィ
- サトリア
- サトリアネオ
- ジュアラ
- ティアラ
- プトラ
- ペルト
- ワジャ
- Gen-2
- プレヴェ
- サプリマS
- ペルダナ
- エルティガ
- イグゾラ